# 卡爾皮利夫卡 (伊萬基夫區)
51°6′59″N 30°1′8″E / 51.11639°N 30.01889°E
卡爾皮利夫卡（烏克蘭語：Карпилівка）是位於烏克蘭北部的村莊，由基辅州维什霍罗德区的伊萬基夫市鎮負責管轄。該村始建於1600年，面積0.6平方公里，海拔高度118米，2022年人口70，人口密度每平方公里128.3人。